# Jelena Sipatova
Jelena Sipatova (rusko Елена Силатова), ruska atletinja, * 7. junij 1955, Sovjetska zveza.
Ni nastopila na poletnih olimpijskih igrah. Na evropskih prvenstvih je osvojila bronasto medaljo v teku na 3000 m leta 1982, na evropskih dvoranskih prvenstvih pa naslov prvakinje v isti disciplini leta 1983. 16. julija 1982 je postavila prvi uradno priznani svetovni rekord v teku na 10000 m s časom 32:17,20. Leta 1995 je osvojila Rimski maraton in Lilleski maraton.